# Zhou Momo
Zhou Momo (chinesisch 週莫默 / 周莫默, Pinyin Zhōu Mòmò; * 19. Juli 1991 in Dandong; † 25. Januar 2023) war eine chinesische Dartspielerin.

## Karriere
Zhou Momo konnte sich 2018 nach Anastassija Dobromyslowa als zweite Frau für den World Cup of Darts qualifizieren. Mit Zong Xiaochen bildete sie in Frankfurt das chinesische Team, das mit 2:5 in der ersten Runde gegen die Schweiz ausschied. In den folgenden Jahren spielte sie die Asian Tour der PDC. 
Zhou starb am 25. Januar 2023 im Alter von 31 Jahren.